# Стеван Емабл
Стеван Емабл (фр. Steven Aimable; 7. фебруар 1999) сенегалски је пливач чија специјалност су спринтерске трке слободним, делфин и леђним стилом. 

## Спортска каријера
Успешан деби на сениорским такмичењима имао је на светском првенству у корејском Квангџуу 2019. где се такмичио у три дисциплине — 50 леђно (46), 100 делфин (47) и 4×100 слободно микс (23. место).
Највећи успех у дотадашњој каријери постигао је на Афричким играма 2019. у Казабланки где је пливао у укупно пет финала. 